# Plocamaphis coreana
Plocamaphis coreana är en insektsart. Plocamaphis coreana ingår i släktet Plocamaphis och familjen långrörsbladlöss. Inga underarter finns listade i Catalogue of Life.